# Platyzosteria provisionalis
Platyzosteria provisionalis är en kackerlacksart som först beskrevs av Johann Gottlieb Otto Tepper 1893.  Platyzosteria provisionalis ingår i släktet Platyzosteria och familjen storkackerlackor. Inga underarter finns listade i Catalogue of Life.